# صوت شعب تونس
صوت شعب تونس (بالفرنسية: La voix du peuple tunisien)‏ هو حزب سياسي تونسي، أسس في يونيو 2014 من قبل العربي نصرة، رائد أعمال إعلامي ومؤسس ومالك سابق لقناة حنبعل التلفزيونية وصهر الرئيس السابق زين العابدين بن علي. الاسم هو إشارة إلى الشعار الإعلاني لمحطة تلفزيون نصرة. انشق أعضاء الحزب الستة في المجلس الوطني التأسيسي التونسي عن أحزاب أخرى. والعربي نصرة هو مرشح الحزب في الانتخابات الرئاسية لعام 2014.